# Pachrophylla minor
Pachrophylla minor là một loài bướm đêm trong họ Geometridae.